# Ruine Steinsberg
Die Burg Steinsberg ist die Ruine einer Felsenburg bei 1521 m ü. M.auf einem mächtigen Felskopf im Osten des Dorfes Ardez im Unterengadin im schweizerischen Kanton Graubünden. Die Anlage bildete wie Burg Jörgenberg oder Hohenrätien ein typisches frühmittelalterliches Kirchenkastell mit einer Ringmauer und einer Kirche innerhalb des Burgareals.

## Anlage

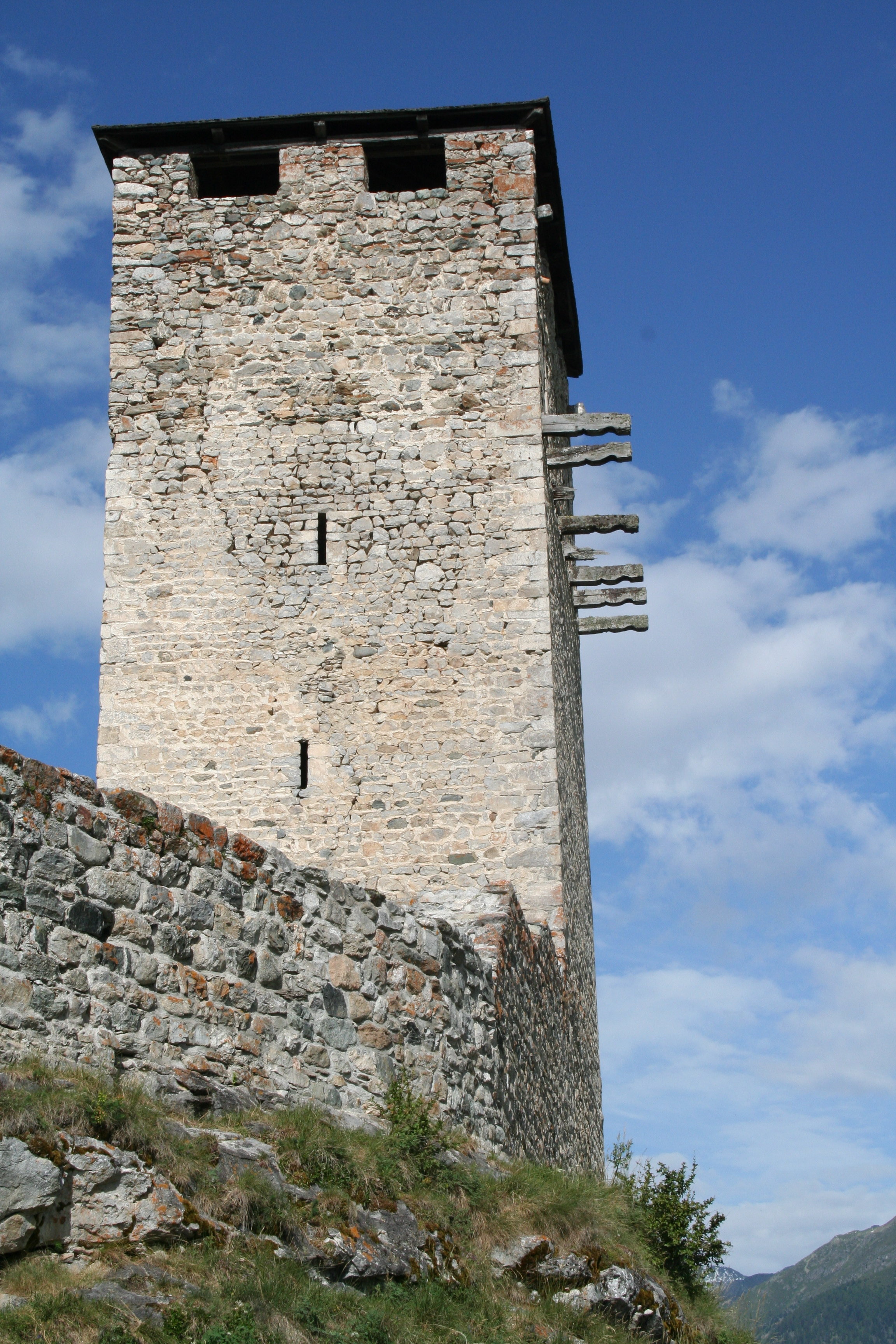
Turm Ostseite

Auf der höchsten Kuppe des rundum von steilen Felsen gut geschützten Burghügels haben sich neben dem wieder instand gesetzten Bergfried einige bedeutende Mauerreste der Kernburg und ihres Innenausbaus erhalten. Spärliche Reste des einstigen äusseren Berings lassen erkennen, dass einst der ganze Hügel in die Anlage einbezogen war.
Der Zugang erfolgte von Osten her über eine natürliche Rampe; ein vermuteter Torbau in der Nordostecke ist verschwunden. In der Nähe der Eingangspartie steht die Ruine der Kirche St. Luzius, von der Nord- und Westwand, der Chorbogen und ein Teil der Apsis erhalten sind. Die Kirche ist nicht geostet, sondern Nord-Süd ausgerichtet.
Der Hauptturm mit seinen vier Geschossen steht an der Nordkante des Felsens. Die heutigen Zwischenböden und das für das Mittelalter zu flache Dach stammen aus neuerer Zeit. Ein Wechsel in der Grösse der verwendeten Steine in der Höhe des zweiten Geschosses könnte auf einen Wiederaufbau nach einer Zerstörung hindeuten. Auffallend ist ein Mauerabsatz von etwa 50 cm in der Höhe des ersten Geschosses. Der Hocheingang lag in der Südwand in der Höhe des zweiten Geschosses. Gegen Norden lag eine Laube, die noch sichtbaren Balkenreste sind jedoch neueren Datums. Bis in die 1960er Jahre konnte der Turm durch eine nachträglich eingebrochene Tür zu ebener Erde betreten werde, dann wurde sie sicherheitshalber vermauert. Das Tor zur Kernburg lag wohl im Nordbering westlich des Turmes. In der Südostecke ist noch ein älteres zugemauertes Tor zu erkennen.

## Geschichte
Als erste urkundlich erwähnte Inhaber der Burg erscheinen die Herren von Frickingen bei Überlingen am Bodensee. Der am 2. Februar 1209 verstorbene Albert von Frickingen verkaufte vor seinem Tod seinen ganzen Besitz zwischen Engadin und Bozen und der Burg Ardez dem Churer Bischof Reinher della Torre (1194–1209). 1228 verzichtete Graf Albert von Tirol in einem Vergleich mit dem Bischof Berthold von Helfenstein auf seine Eigentumsansprüche an der Burg Ardez und das Bistum richtete auf Steinsberg ein bischöfliches Gericht ein.
Wegen finanziellen Schwierigkeiten durch den Machtstreit zwischen Graf und dem Bischof wurde 1348 des gotzhus vesti Steinsberg mit dem burgsässe vom Domkapitel für 15 Mark jährlich an die Familie von Planta verpfändet. 1357 söhnten sich die Gegner aus. Der Bischof verpflichtete sich, bei einem Angriff auf die tirolische Herrschaft dem Grafen mit den Burgen Fürstenburg im Vinschgau und Steinsberg beizustehen. Nach weiteren Geldproblemen verpfändete der Bischof die Burg 1359 an die Herren von Katzenstein. Diese gaben das Pfand weiter, und so kam Steinsberg um 1400 in den Besitz der Vögte von Matsch. 1421 kam es zu einem Schiedsspruch, der Steinsberg dem Bistum zusprach. Im Verlauf des 15. Jahrhunderts war die Burg mehrere Male Pfandobjekt. Inhaber waren unter anderem 1436 Georg Scheck, 1464 die Stuppan und 1485 Balthasar und Jacob Scheck.
Im Schwabenkrieg wurde die Burg 1499 von kaiserlichen Truppen niedergebrannt; Burgherr Balthasar Scheck wurde nach Meran gebracht und dort zusammen mit anderen Geiseln ermordet. Die Burg wurde danach nur noch notdürftig wieder instand gestellt. Von 1502 bis 1519 war Hans Planta Pfandinhaber. Im Verlauf des 16. Jahrhunderts wurde die Burg verlassen.

Panorama

## Galerie

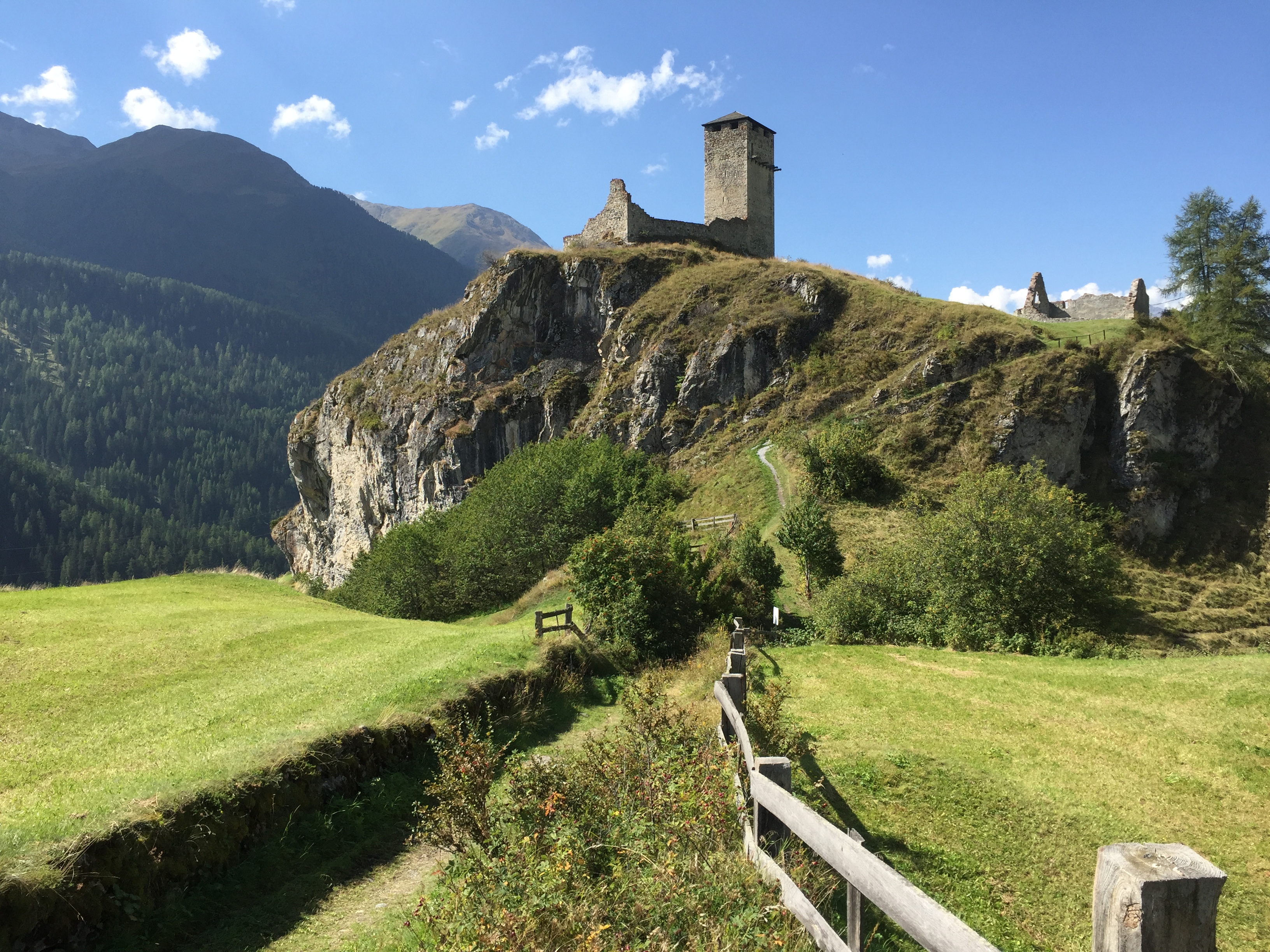
Ansicht von Ost
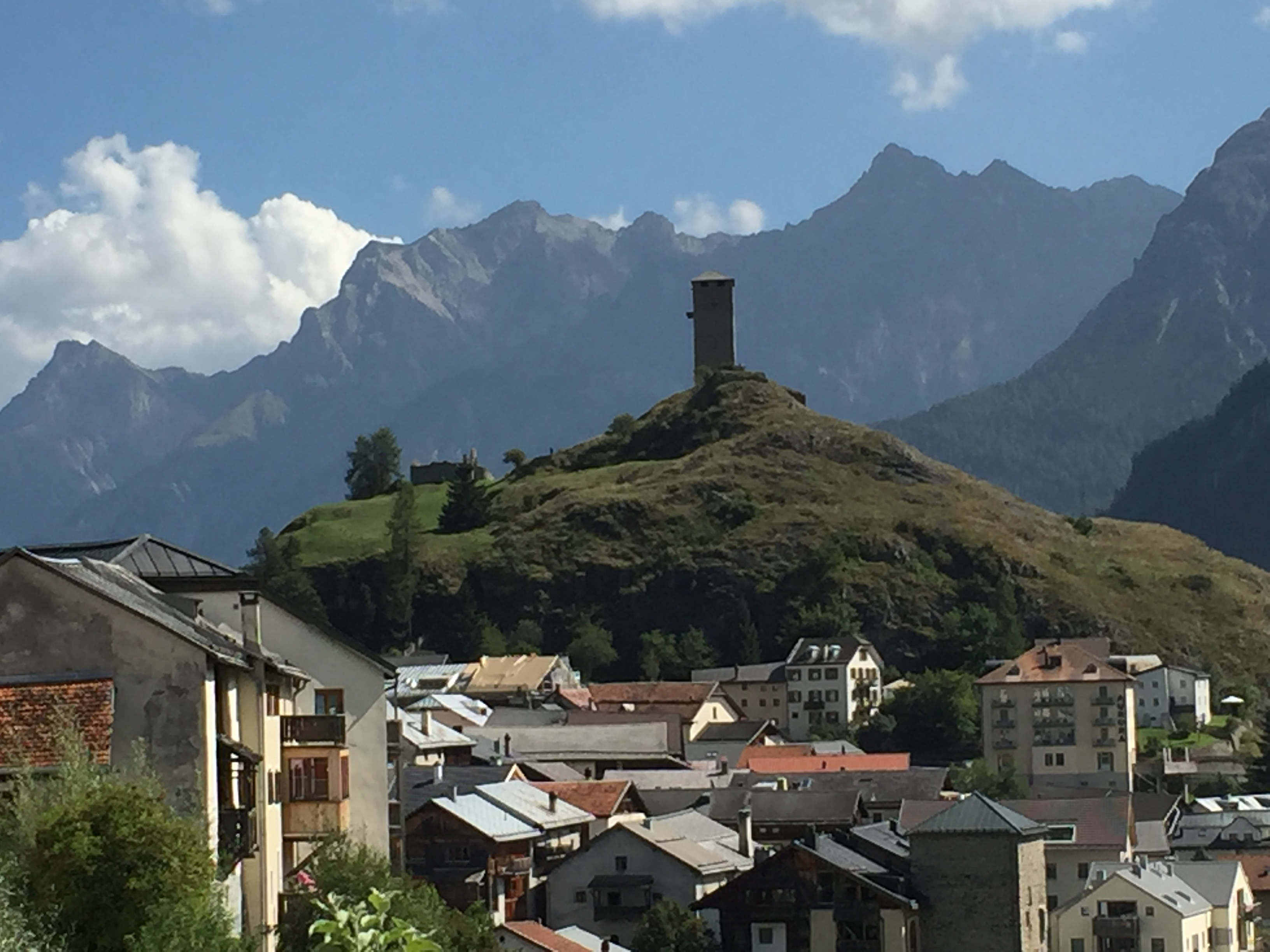
Ansicht von West
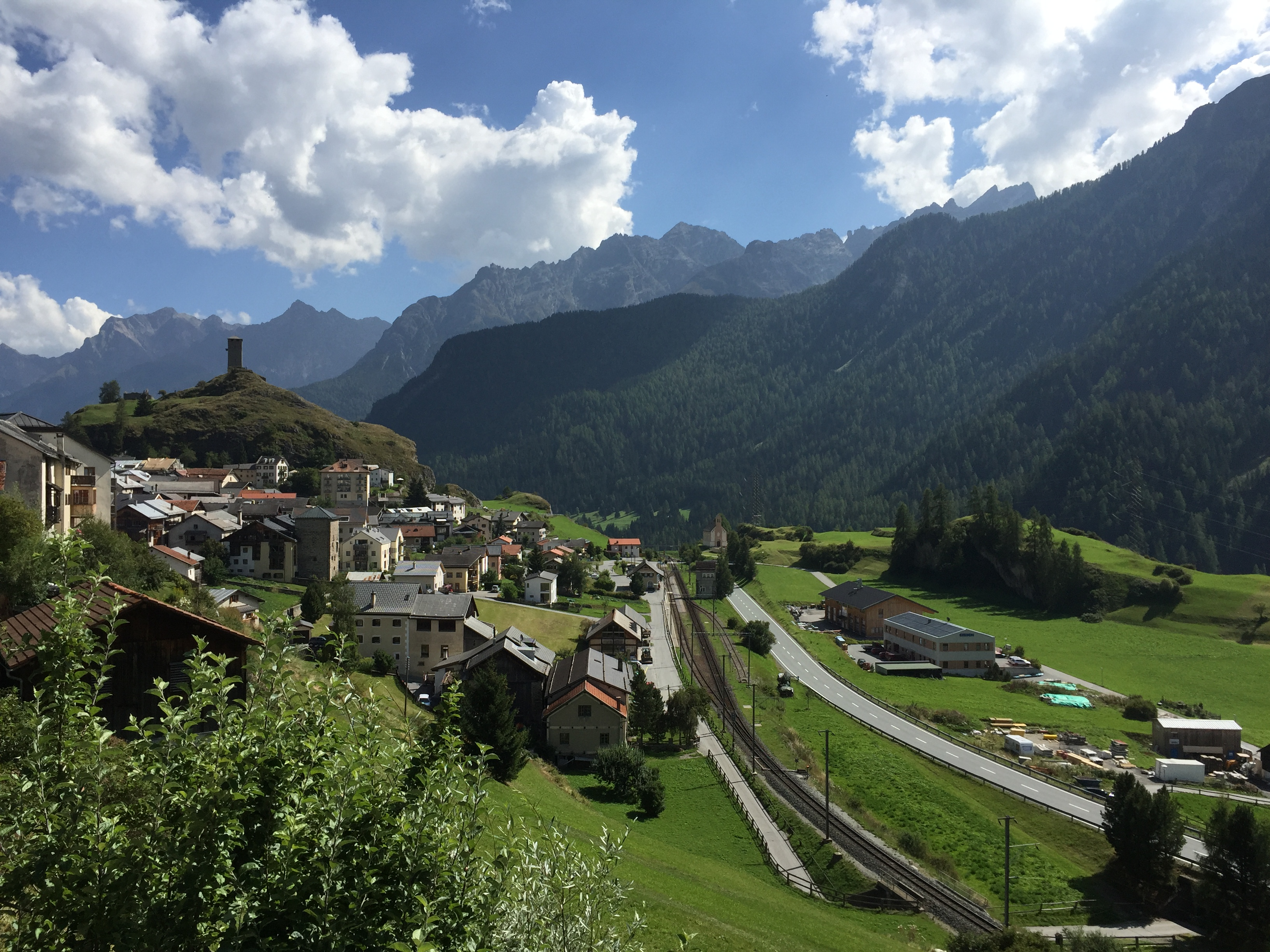
Ardez und Ruine Steinsberg
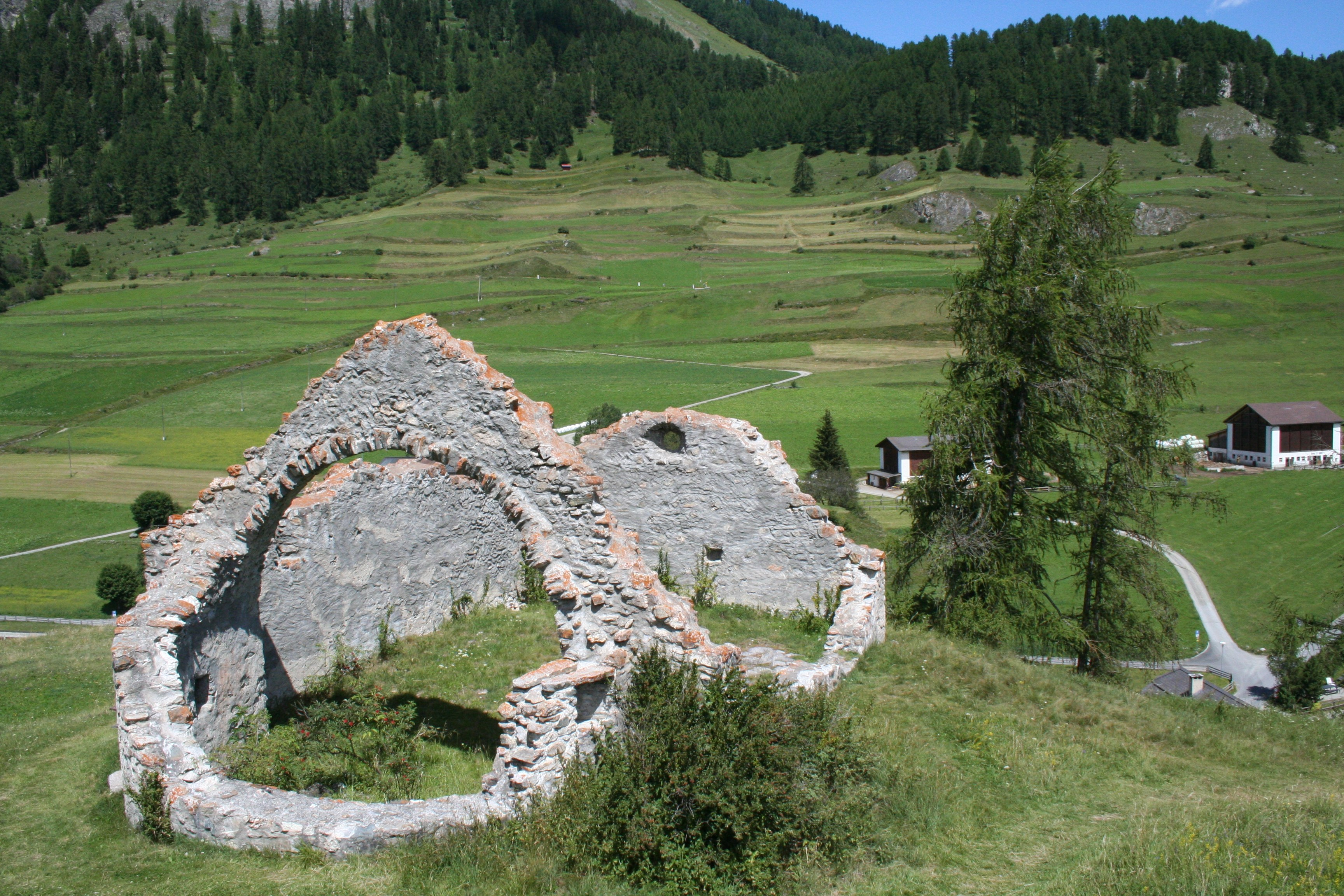
Kirche St. Luzius
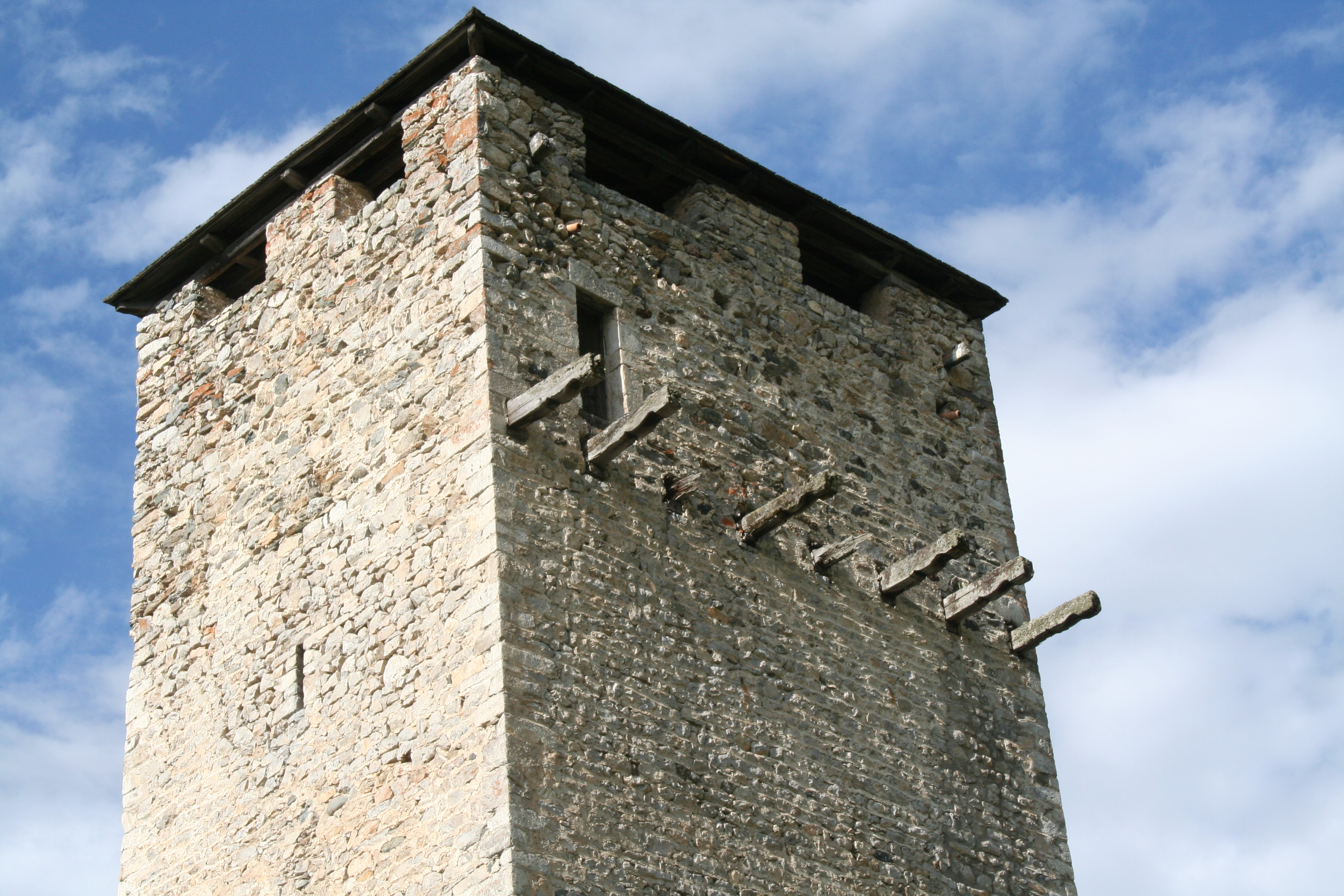
Balkenreste
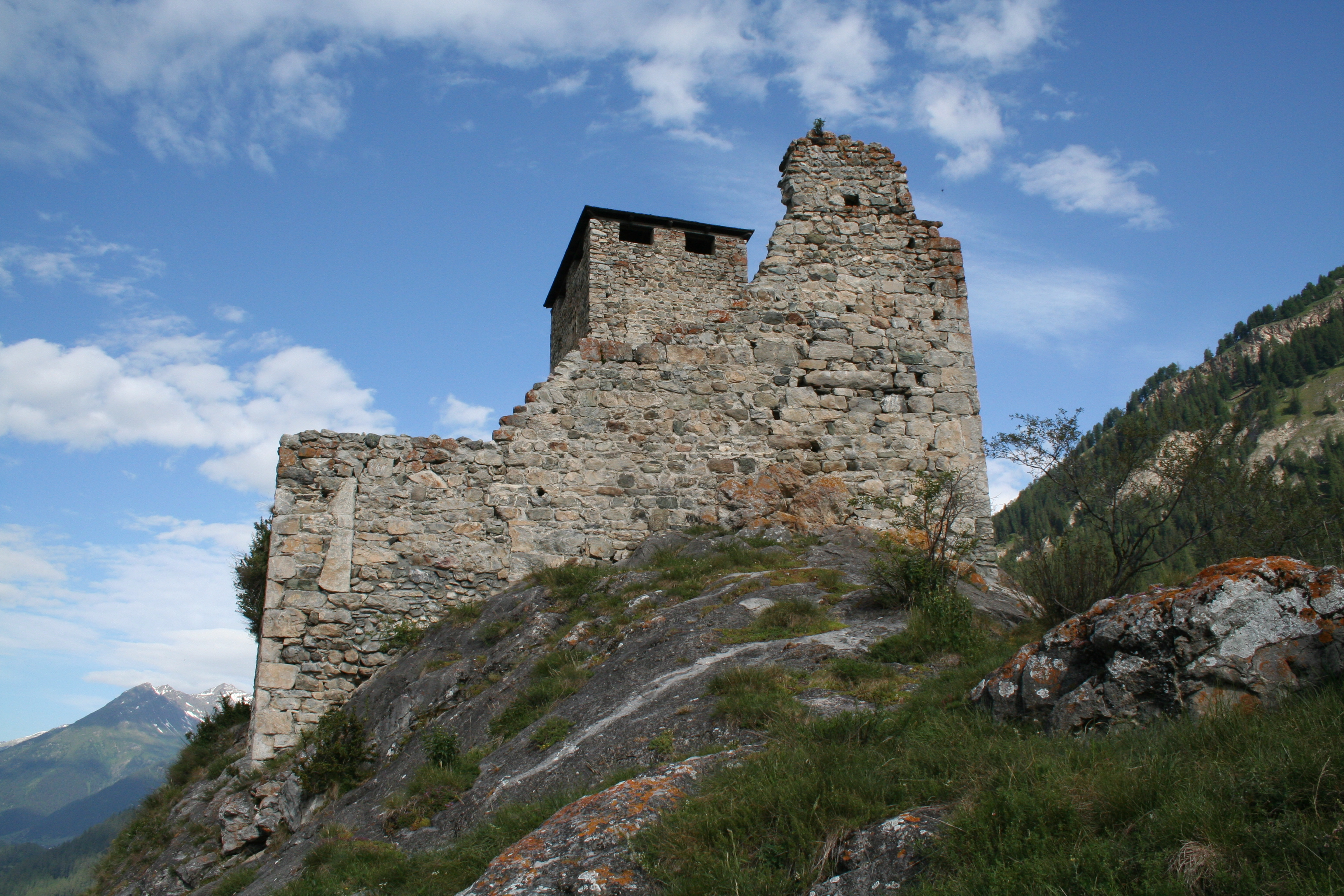
Ostbering mit vermauerter Tür
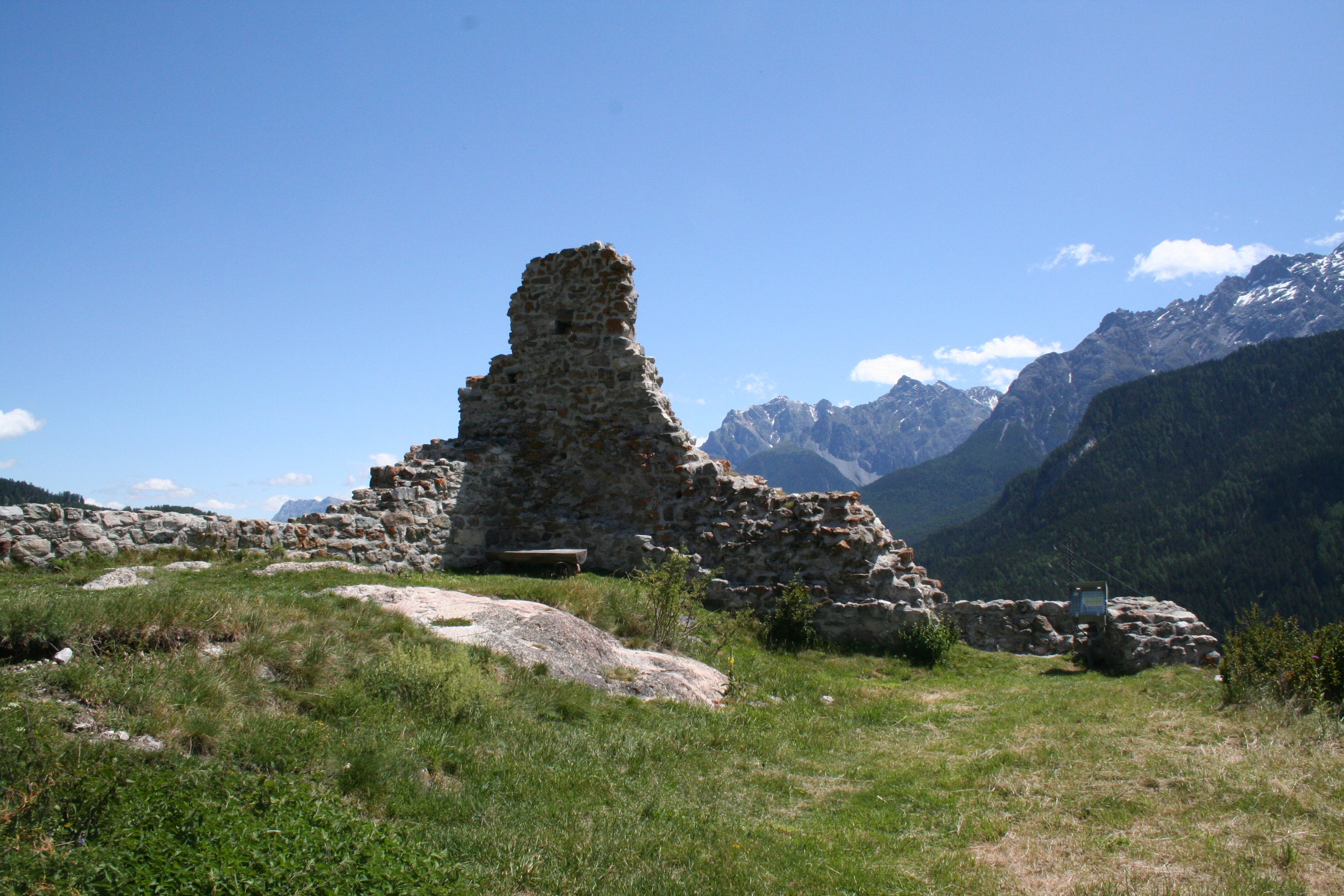
Blick nach Osten